# Здание биржи (Москва)
Зда́ние би́ржи в Китай-городе (Москва) — памятник архитектуры второй половины XIX века. Построено в 1873—1875 архитектором Александром Каминским в стиле поздней эклектики на месте постройки 1830-х годов (архитектора Михаила Быковского) для Московской биржи. С 1990-х годов здание занимает Торгово-промышленная палата России. С назначением здания связано название прилегающей к Ильинке Биржевой площади.

## Предыстория
Традиционная, стихийная «биржа» московского купечества находилась у старого Гостиного Двора в Китай-городе (Хрустальный переулок). В 1828 году купечество обратилось к генерал-губернатору, князю Д. В. Голицыну с предложением учредить в Москве биржу. Биржа была открыта через одиннадцать лет, 8 ноября 1839 года.

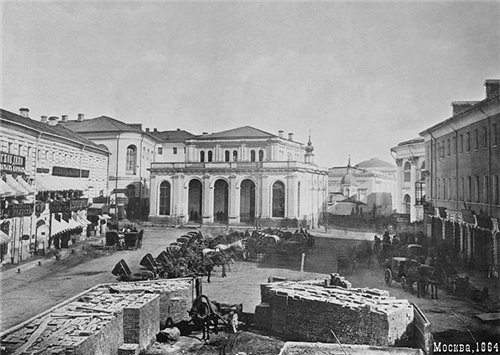
Вид до перестройки 1870-х годов

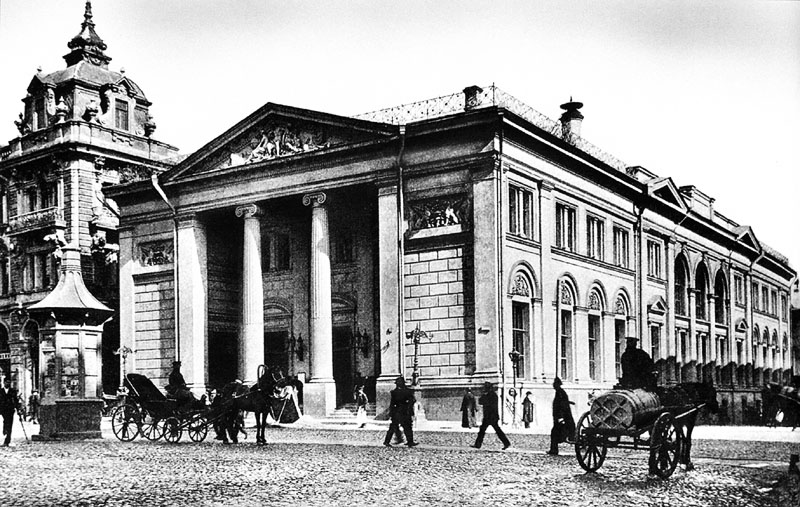
Вид со стороны Биржевой площади, фото 1880-х годов

Для строительства московское купечество выкупило участок на углу Ильинки и Рыбного переулка, на котором когда-то стояла церковь Дмитрия Солунского, упразднённая ещё в XVIII веке. Первое здание биржи стоимостью в полмиллиона рублей (частично профинансированное Николаем I) было выстроено в 1836—1839 годах архитектором Михаилом Быковским в стиле ранней «ренессансной» эклектики. Между двумя арочными входами по бокам низкого здания Быковский разместил террасу с тонкими металлическими столбиками. Здесь, на воздухе, долгое время и собирались биржевые маклеры, не желавшие почему-то входить в главный биржевой зал.

## Постройка
Для перестройки здания биржи в 1866 году был выкуплен смежный участок по Рыбному переулку. Новое здание было выстроено в 1873—1875 по проекту А. С. Каминского. Для постройки была упразднена и разобрана Успенская церковь, которая называлась ещё Пятницкой (так как раньше здесь находилась церковь во имя Параскевы Пятницы). 
Новое здание приобрело классический портик со стороны Ильинки и двухэтажный неоренессансный боковой фасад по Рыбному переулку. Оно было рассчитано на одновременный приём до 1150 человек.
В 1925 году был надстроен ещё один этаж по проекту архитектора Ивана Кузнецова.